# Luo Yutong
Luo Yutong (chiń. 罗玉通; pinyin Luó Yùtōng ur. 6 października 1985 w Chaozhou) – chiński skoczek do wody. Złoty medalista olimpijski z Londynu, dwukrotny mistrz świata.

## Przebieg kariery
W latach 2000–2005 uczestniczył głównie w pływackich zawodach Grand Prix, większość z nich wygrał lub zakończył miejscem na podium. W 2006 roku zdobył na igrzyskach azjatyckich złoty medal w konkurencji skoku z trampoliny 1 m oraz srebrny medal w konkurencji skoku z trampoliny 3 m, rok później zaś otrzymał tytuł mistrza świata w konkurencji trampolina 1 m.
Brał udział w uniwersjadzie w Bangkoku, w jej ramach wywalczył trzy medale – złoty i dwa srebrne. W 2010 roku otrzymał kolejne dwa medale igrzysk azjatyckich – złoty w skoku sycnhronicznym z trampoliny i srebrny w konkurencji skoku z trampoliny 3 m. Rok później wystartował w mistrzostwach świata w Szanghaju, gdzie przed własną publicznością udało mu się wywalczyć drugi tytuł mistrza świata, tym razem w konkurencji skoku synchronicznego z trampoliny.
W jedynym w karierze występie olimpijskim, który miał miejsce w Londynie, zawodnik zdobył złoty medal w konkurencji skoku synchronicznego z trampoliny 3 m (razem z kolegą z kadry Qin Kai). Po raz ostatni w zawodach międzynarodowych pojawił się w trakcie uniwersjady w Kazaniu, gdzie zdobył złoto w klasyfikacji drużynowej oraz srebro w konkurencji skoku synchronicznego z trampoliny.